# Laura... a 16 anni mi dicesti sì
Laura... a 16 anni mi dicesti sì è un film italiano del 1983 diretto da Alfonso Brescia.

## Trama
Il giovane pescatore Gino Esposito è fidanzato con Laura Gargiulo, ma la loro storia d'amore è osteggiata dalle rispettive famiglie, da tempo in guerra tra loro. Una mattina vengono sorpresi insieme e Gino viene fatto aggredire dal padre della ragazza, lasciandolo mezzo morto. Gino viene aiutato a rialzarsi dall'amico Tito, che lo porta a casa e gli suggerisce di scappare con la ragazza per qualche giorno, così da provocare uno scandalo e poterla finalmente sposare. Gino fugge quindi con Laura e insieme passano una bellissima giornata a Venezia.
Quando però i due giovani vanno nella pensione che Tito aveva prenotato per loro, trovano un poliziotto che arresta Gino per sottrazione di minore, poiché Laura è minorenne. Laura è disperata al pensiero che l'uomo che ama sia in carcere; Tito le confessa il suo amore e le promette che, se si sposerà con lui, farà ritirare la querela dal padre nei confronti di Gino e che lui uscirà di galera lo stesso giorno delle nozze. Laura accetta e sposa Tito mentre Gino esce ma rimane sconvolto dalla notizia.
Molto tempo dopo Gino, dopo la morte della moglie sposata qualche anno dopo la vicenda, vende il peschereccio e si trasferisce con il figlio Duccio a Napoli dove apre un negozio di elettrodomestici. Una tranquilla mattina Laura va proprio nel negozio di Gino con la figlia Lisa, nata dal matrimonio con Tito; appena si rivedono tra i due scocca di nuovo la scintilla. I due si incontrano in un bar dove Laura gli racconta la sua situazione, della figlia e del rapporto sempre più infelice col marito.
In un primo momento non vuole più vedersi con Gino, ma dopo un casuale incontro su una pista di pattinaggio cominciano di nuovo a frequentarsi. Tito, vedendola sempre più strana, sospetta qualcosa e la segue finché non la vede in atteggiamenti intimi con Gino; la sera successiva va a fare visita al suo ex amico minacciandolo di rovinarlo se avesse continuato a vedere sua moglie, oltre a svelargli che nove anni prima era stato lui a querelarlo. Tra i due c'è un violento scambio di opinioni: Tito, che ha avuto la peggio, adirato per l'affronto subito si rivolge a uno delinquente chiamato Bazooka per far mettere una bomba nel negozio di Gino. La bomba esplode, ma nell'esplosione rimangono coinvolti per errore anche Tito (che muore subito) e Duccio (che viene ferito). Il dramma permette ai due innamorati, di formare finalmente una famiglia felice.

## Produzione
Le prime scene del film ed anche quella in cui Gino canta la canzone Te sto aspettanno sono girate al porto di Pozzuoli. Il caffè del parco, dove Gino e Laura si vedono, si trova a Posillipo.

## Colonna sonora

### Tracce
- E vui durmiti ancora, cantata da Carmelo Zappulla
- Te sto aspettanno, cantata da Carmelo Zappulla e Angelo dei Visconti
- Voce 'e notte, cantata da Carmelo Zappulla
- Fermate, cantata da Carmelo Zappulla
- Stanza d'albergo, cantata da Carmelo Zappulla
- Anonimo Veneziano, tema musicale del film omonimo del 1970 eseguito dal Maestro Stelvio Cipriani
- Cu 'a machina 'e mia sorella, cantata dagli Oro
- Cu n'ammore e una buscia si fa musica e poesia, cantata dagli Oro
- Jammo 'a discoteca "Cotton", cantata dagli Oro